# Приставание
Пристава́ние (хара́ссмент, англ. Harassment) — поведение человека, причиняющее неудобство или даже вред другому человеку, нарушающее неприкосновенность его частной жизни.

## Смысл термина
Приставание может заключаться как в прямых, так и в косвенных действиях человека, а именно: в физическом нападении или ненужных прикосновениях, в словесных оскорблениях или угрозах, в недоброжелательных замечаниях и грубых шутках, в различных формах инсинуаций или запугивания, в нежелательных письмах или звонках, в показе оскорбительных, унизительных фотографий или похотливых жестах, в распространении лжи о ком-либо или других подобных действиях.
Под термином «приставание» понимается не только сексуальное домогательство, но и любое другое домогательство, особенно на рабочем месте. Во многих странах закон ограничивает возможность такого давления на человека, юридические трактовки таких действий различаются в разных культурах.
В США первые судебные дела о сексуальных домогательствах появились ещё в 1970-е годы.
Европейский парламент одобрил законопроект о защите от сексуальных домогательств на работе.